# 赵罗
赵罗（？—？），嬴姓，赵氏，名罗，是赵获的孙子，晋国温地大夫。
前493年，赵氏在铁丘与为范氏运粮的齐郑联军开战，繁羽担任赵罗的御戎，宋勇做车右。赵罗没有勇气，别人用绳子把他捆在车上。军吏询问原因，繁羽回答说：“他疟疾发作躺下了。”该战郑军大败，但赵罗被郑国人俘虏。